# 堀卯三郎
堀 卯三郎（ほり うさぶろう、1867年8月5日（慶應3年7月6日）- 1923年（大正12年）12月20日）は、日本の実業家・聖職者。
日本鉄工株式会社取締役、三光合資会社代表社員。日本メソヂスト下谷教会日曜学校長。族籍は山形県平民。
長男は工学者の堀義路。孫は社会学者の杉山明子。曽孫はグロービス経営大学院大学学長の堀義人。

## 経歴
医師・堀東順の三男として山形県鶴岡町に生まれ、後に令兄・義水の養嗣子となる。16歳のときに父・東順が亡くなったため上京し、東京専修学校（現・専修大学）に学び理財科を卒業する。
日本メソヂスト下谷教会に通い始め、1886年（明治19年）に同教会で洗礼を受ける。
1893年（明治26年）頃、ミッションより派遣されて教会日曜学校のために働いていた潮田宇多婦人伝道師（婦人運動家・潮田千勢子の娘）と結婚。
その後、実業界に投じ、三光舎合資会社代表社員として、羽前新庄、舟形および秋田県能代地方に一大水田の開墾に従事する。なお、九州地方においても一大開墾地を経営した。
妻・歌子の兄・潮田伝五郎が福澤諭吉の五女・光と結婚したことで、堀家と福澤家は縁戚関係となった。

## 家族
- 継母・兼（山形県士族・儒学者、都丸広治の次女）[6]
- 妻・宇多（婦人運動家・潮田千勢子の娘、東京府人・潮田伝五郎の妹）
- 長男・義路
- 次男・義順
- 長女・千恵子
- 次女・順
- 三女・要
- 四女・周
- 長兄・義水
- 長兄の妻・ちま（茨城県士族・佐藤亮庵の長女）
- 姪・喜久（兄・義水の長女）
- 次兄・榮次郎
- 次兄の妻・美代（山形県士族・長澤新六の長女）
- 妹・静（鈴木幾弥太の弟・勉治の妻）